# Christian Winther (journalist)
 Der er flere personer med dette navn, se Christian Winther.
Christian Winther (født 9. oktober 1914, død 27. oktober 1990) var en dansk journalist, som 1969-1984 var ansat som Radioavisens og Orienterings korrespondent i Washington og New York. Med gennemarbejdede manuskripter og en distinkt, personlig oplæsning holdt han lytterne – og en gang imellem seerne – velorienteret om de politiske forhold i USA. Under Watergate-sagens udvikling brændte hans borgerlige anstændighedsfølelse og foragt for præsident Nixon klart igennem reportagens objektivitet.